# 法國武裝部隊
法国武装部隊（法語：Forces armées françaises）是負責保衛法国領土及其國家利益的軍事組織，由法國陸軍、法國海軍、法国空天军和法國國家憲兵隊組成，並有預備役部隊——国民自卫军。法國武裝部隊有現役作戰人員約20.1萬人、文職人員6.2萬人及預備役4.1萬人，軍費達505億歐元。該國軍火工業出口額為世界第二，軍隊裝備陣風戰鬥機、叙弗朗級潛艦、凱旋級核潛艇、戴高樂號航空母艦、阿基坦級巡防艦、欧洲多用途巡防舰、西北風級兩棲突擊艦、M-51潛射彈道飛彈、ASMP核飛彈等先進武器。
自15世紀法王查理七世建立西羅馬帝國滅亡後西歐首支常備軍以降，法國武裝部隊參與絕大多數的歐洲大型戰爭，被歷史學家尼爾·弗格森視為近代最好戰的強權。其曾參與意大利战争、三十年戰爭、法荷战争、大同盟戰爭、西班牙王位繼承戰爭、奧地利王位繼承戰爭、七年战争、法国大革命战争、拿破崙戰爭、克里米亚战争、普法戰爭、第一次世界大战、第二次世界大战等衝突。冷战期間，法國武裝部隊仍維持著一定規模，並積極參與軍事干預行動。當代法國武裝部隊因缺乏戰事規模不大，但仍為第四大核武國家、歐洲最大軍隊及世界第八大軍費支出國。

## 組織結構
法國軍隊最高司令長官由现任总统担任，但法律規定最高執行權属政府（由內閣決定，與總統的立場有时不同）。國防部長負責管理國防預算，武器採購和營運事务。
法軍下属组织结构为：
- 法國陸軍（Armée de Terre）
  - 步兵（Infanterie）；
    - 山地兵（mountain infantry）；

  - 裝甲兵（Arme Blindée Cavalerie）；
  - 砲兵（Artillerie）；
  - 工兵（Génie）（含巴黎消防旅）；
  - 通信兵（Transmissions）；
  - 輸送與後勤（Train）；
  - 補給（Matériel）；
  - 陸軍航空隊（Aviation Légère de l'Armée de Terre - ALAT）；
  - 法國外籍兵團(Légion étrangère)（含步兵、裝甲兵、工兵）；
- 法國國家海軍（Marine Nationale）阿基坦級巡防艦 戴高樂號航空母艦

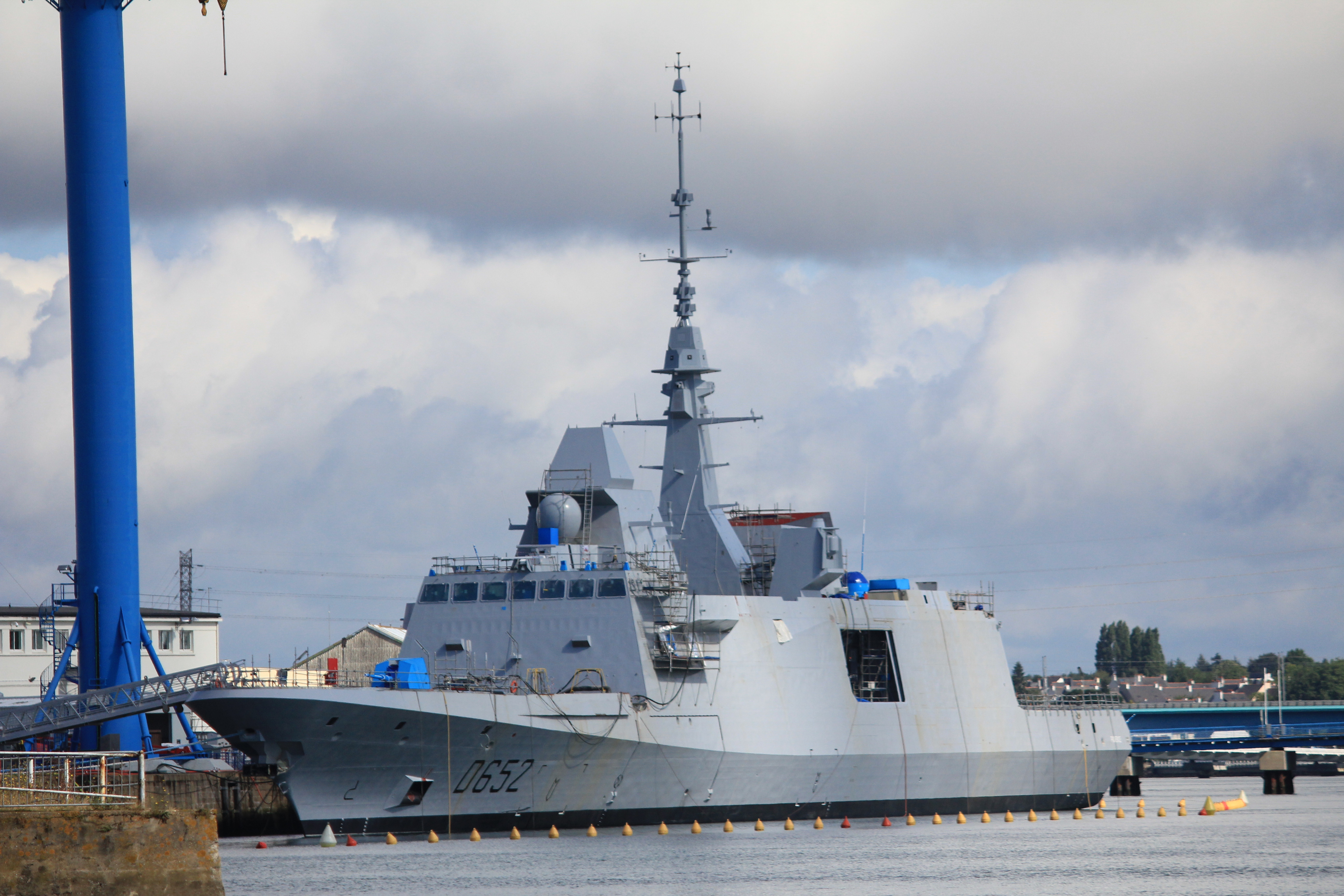
阿基坦級巡防艦

  - 海軍兵；
  - 海軍航空隊；
  - 基地防衛隊、突擊隊；

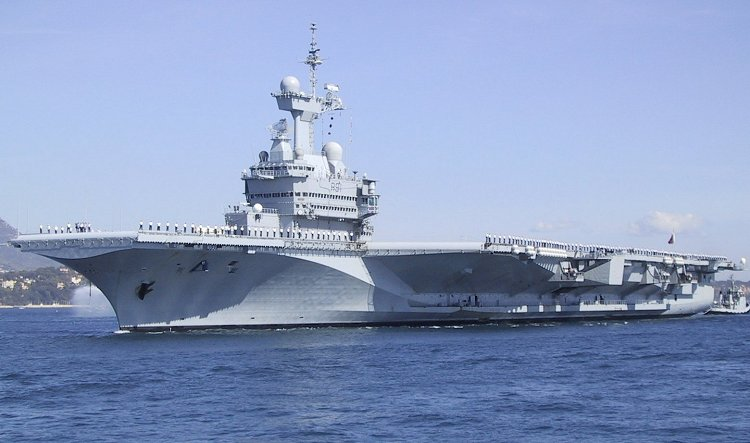
戴高樂號航空母艦

  - 海軍陸戰隊（Marines）（含步兵、裝甲兵、砲兵）；
- 法國空軍（Armée de l'Air） 
  - 領空防衛隊；
  - 空降特種兵；
- 法國國家憲兵（Gendarmerie Nationale），通常擔任軍事警察和一般警察。

還有以下特殊單位：
- 法國武器装备总署（Délégation Générale pour l'Armement），為一種軍民混合的單位，合併了以前的海軍督造處，並监管以下數個工程师院校：
  - 巴黎综合理工学院；
  - École Nationale Supérieure de Techniques Avancées學校；
  - 国立高等航空航天学院；
  - ENSICA學校；
  - ENSIETA學校；
- 軍醫局（法文：Service de Santé des Armées）管理所有軍醫院。
- 燃料局（法文：Service des Essences des Armées）負責各種燃料分配事务。

## 人力資源

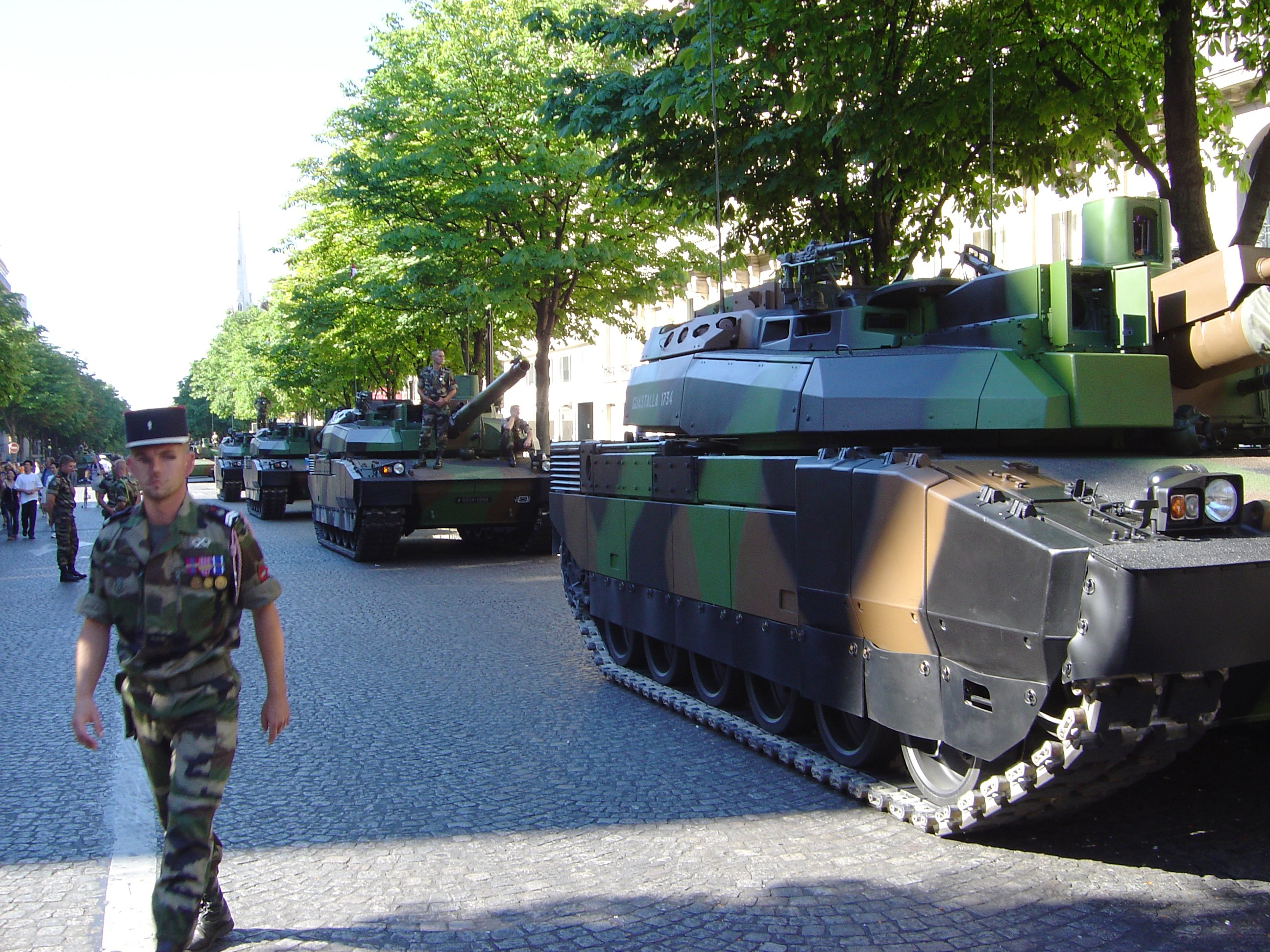
每年巴士底日國慶，都有閱兵遊行.

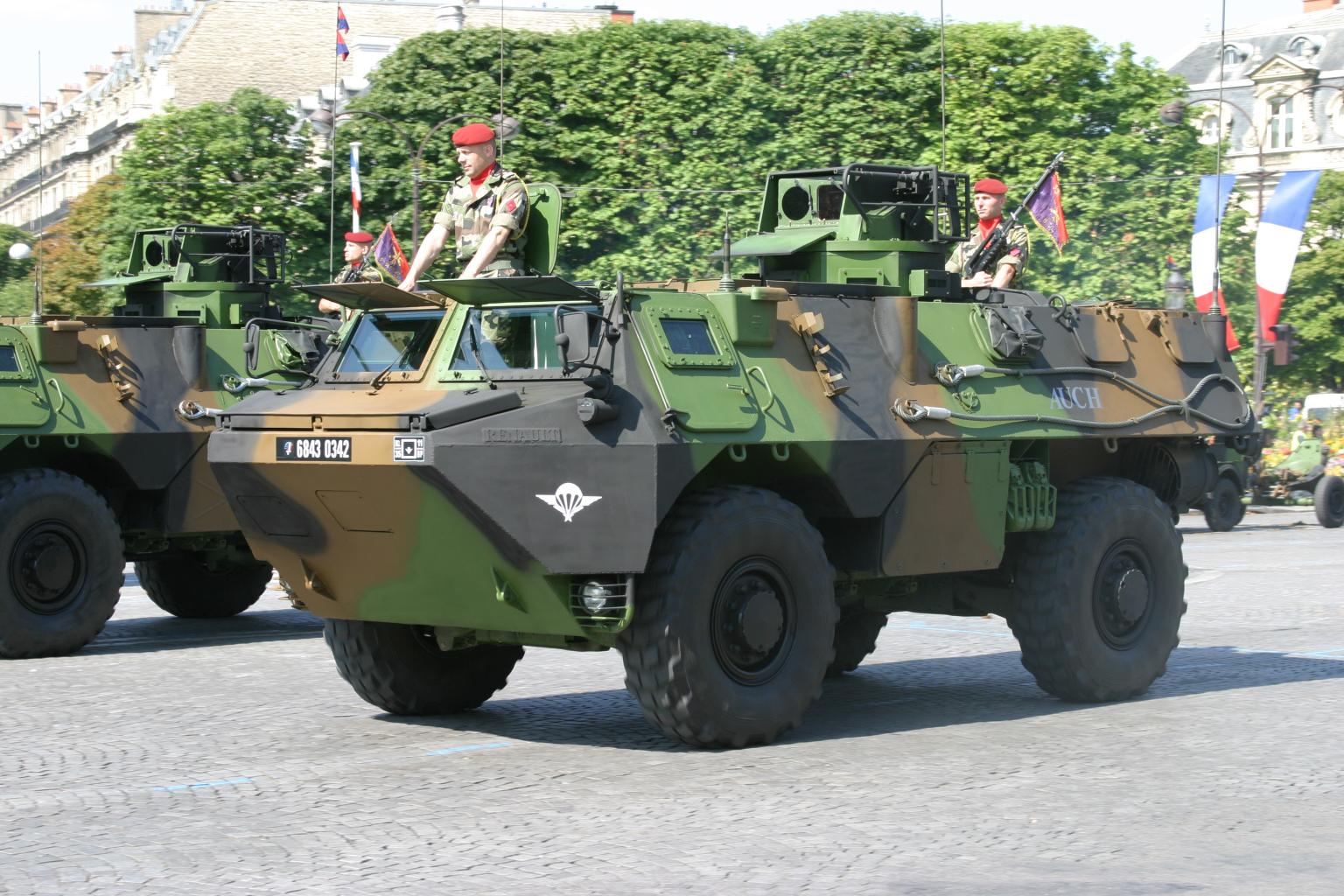
VAB裝甲車

在歷史上，法國有完整的徵兵制供應人力，搭配少數職業軍人。自從阿爾及利亞戰爭後，非志願的徵召兵已經停止向海外派遣；若作战單位出现突发状况必須參加战事，徵召兵可以選擇調到其他單位或是參加當前任務。1996年，總統席哈克下令于2001年停止徵兵制。但年轻人仍需作基本登記，以備出现突發事故，被徵召入伍。

## 國際定位
法軍信奉獨立國家概念、核武屏障和軍事自給自足。法國是北約組織特許成員國，冷戰時期和諸多北約國家都有國內和國外聯合行動。
1995十二月，法國宣布擴大參與北約活動，包含軍事委員會（法國1966年退出指揮架構，只保留參與權）。法國也強力支持「歐洲安全與聯合行動組織」和其他聯合行動組織，並在巴黎舉行1997五月北約與俄羅斯高峰會；會上簽署聯合行動基礎條約，共同維護世界安全。
在北約以外，法國於非洲、中東和巴爾幹半島積極參與各種單方或多方維和行動，也時常扮演領導角色。法軍近年積極進行專業化重組打造量少質精，能快速部署，針對海外作戰的軍隊。關鍵的重組原則包含裁員基地和總部人員，重整裝備理論和軍火工廠。
2004年時，法軍現役军人減為270,000人，另有35,000人派駐海外，可見重整已有成效。
自從冷戰結束後，法軍優先工作放在武器管制和反核武擴散條約。法軍的太平洋核子試爆和法軍特工炸沉彩虹勇士號事件加深了盟國間的緊張，南太平洋國家（主要是紐西蘭）和世界的輿論也都不利。法國於是在1992簽署反核武擴散條約 並於1995年擴大主動性。在爭議性的最後六次太平洋核試完成後，法國1996簽署全面禁止核武試爆條約。此後，法國還暫停生產、外銷、使用反人員地雷並且致力推動全球禁用。在新世紀的戰略環境中法軍已成為「歐洲常備軍條約」中的關鍵角色。
目前法國積極参与的主要任務为：阻止大規模毀滅性武器技術移轉、參與核能供應組織、參與「澳洲組織」（為了反生化武器）及飛彈科技控制組織。此外，法國也簽署化學武器公約。

## 最近軍事行动
法军協同美國和其他國家出兵海地，協助解決2004海地暴亂。法军還派出大量特種部隊進入阿富汗，幫助美軍和北約對抗塔利班和基地組織。另一批法军主要反制象牙海岸革命戰爭，這批部隊原本基於法國和象牙海岸基于双方相互保護协议而派出，後來演變成聯合國維和任務。
法軍武裝部隊在許多联合国維和任務都是領導角色；2006年以黎衝突後的停火邊界由法軍負責維持。目前法國有包含步兵、裝甲部隊、砲兵和防空兵约2000人部署在該邊界。2011年隨著阿拉伯之春的第四波民主化浪潮席捲整個中東地區，利比亞也發生內戰，法國連同英、美兩國依據聯合國的決議案執行轟炸任務。2012年，伊斯兰国組織佔據馬利北部後揮軍南下，次年年初法國為了阻止恐怖分子擴張勢力而出兵干涉。

## 著名裝備

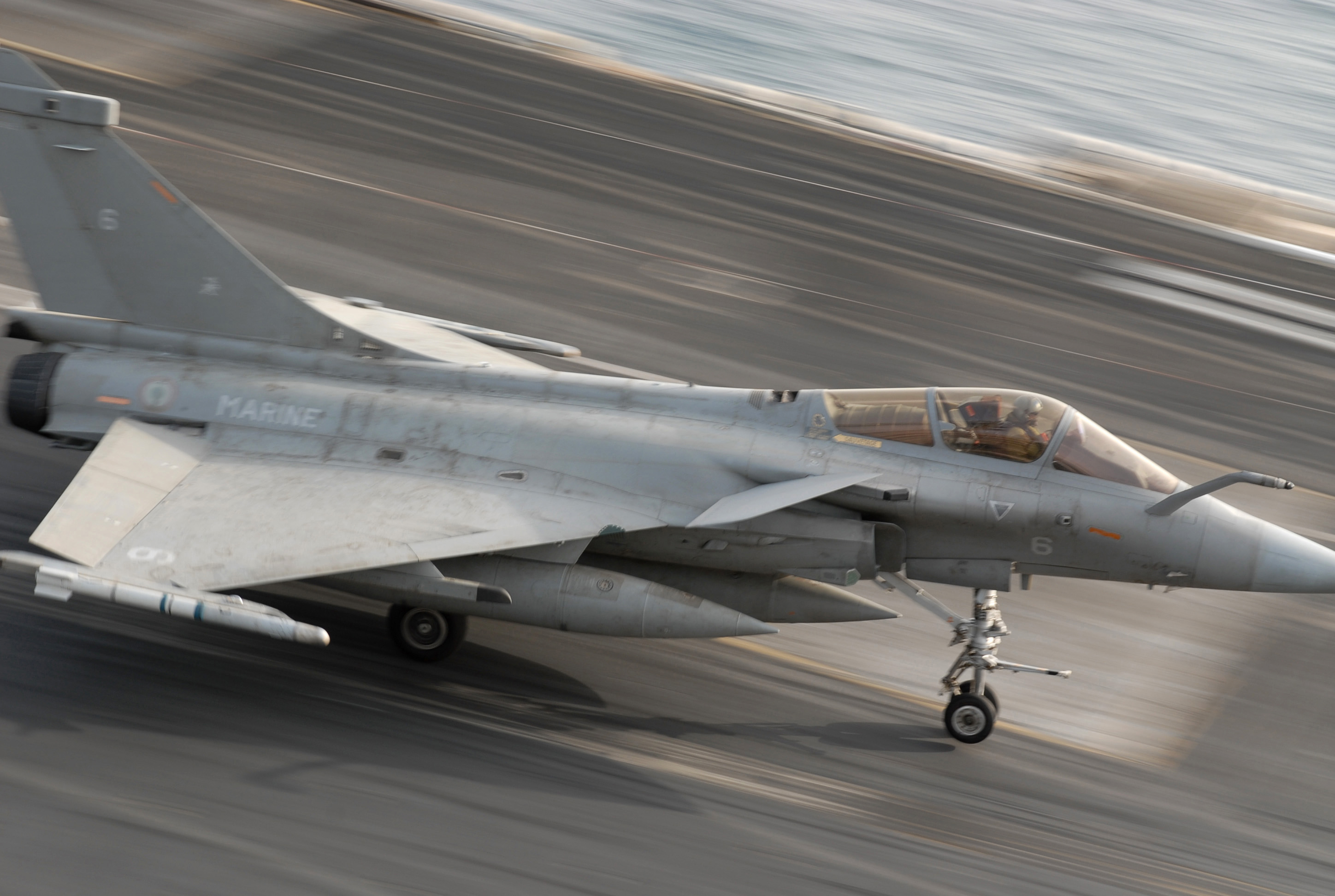
飆風戰機N型降落於法國戴高樂號航空母艦

- 單兵制式突擊步槍是法國自製的FAMAS突擊步槍
- 單兵制式手槍是PAMAS-G1這種授權軍方生產版的貝瑞塔92手槍
- 戴高樂號航空母艦是除了美國之外目前世上第二先進核動力航母
- 主力戰車勒克萊爾主戰坦克、主力潛艦蘇弗朗級潛艦
- 最新型戰機飆風戰機，另外幻象2000等幻象系列也是著名戰機，中华民国亦是買家
- GIAT工業集團提供諸多陸上用武器，而達梭航太公司是軍機製造商
- 地平線級驅逐艦是法國、義大利、英國三國聯合生產的21世紀匿蹤防空驅逐艦（英國半途退出）
- 拉法葉級巡防艦是法國的巡防艦，由法國 DCN建造，外銷中华民国、新加坡、沙烏地阿拉伯
- 欧洲多用途巡防舰是法國、義大利兩國聯合生產的21世紀匿蹤多用途巡防艦，法國海軍版本為"阿基坦級"

## 武器管制
據2015年估計，法國境內至少有1500萬支槍械。在2015年11月巴黎連環恐怖襲擊前，非法販運槍械的人即使被判監也很少超過3年刑期。

## 外部連結
- Official site of the French Ministry of Defence （页面存档备份，存于）